# The Loneliest Planet
The Loneliest Planet is een Duits-Amerikaanse (Engelstalige) dramafilm uit 2011 onder regie van Julia Loktev. Deze baseerde het verhaal op dat uit het korte verhaal Expensive Trips Nowhere van Tom Bissell, uit zijn bundel God Lives in St. Petersburg. Loktev werd genomineerd voor onder meer de Independent Spirit Award voor beste regie.

## Verhaal
De Mexicaanse Alex en Duitse Nica vormen een dolverliefd stel. Ze hebben als ervaren rugzaktoeristen allebei allerlei delen van de wereld bereisd. Samen komen ze aan in Georgië. Hier huren ze de lokale gids Dato in om hen de komende dagen te begeleiden door de ongerepte berglandschappen van de Kaukasus. De reis voert door uitgebreide natuurgebieden, waarin ze geen mens tegenkomen. Ze vermaken zich met de uitzichten, het uitwisselen van woorden uit elkaars taal en grapjes met Dato en vooral elkaar. Ze zingen, praten over de vervoegingen van Spaanse werkwoorden en kunnen niet van elkaar afblijven.
Op zeker moment lopen de drie een oudere Georgische man met twee jongens tegen het lijf. Zij beginnen een verhit gesprek in het Georgisch met Dato. Omdat het stel de taal niet verstaat, vraagt Alex na verloop van tijd wat er aan de hand is. De oude man zet daarop direct de loop van zijn geweer tegen Alex' voorhoofd. Die trekt daarop in een reflex Nica tussen het geweer en hemzelf, voor hij zich bedenkt en weer voor haar gaat staan. Dato kalmeert de oude man en maant hem zijn geweer te laten zakken. Die schenkt Alex vervolgens een zonnebril als gebaar van goede wil.
De oude man en zijn jongens lopen verder. Zonder nog iets te zeggen gaat Nica de andere kant op. Dato en Alex volgen haar. Zowel mentaal als fysiek is er een afstand tussen de geliefden ontstaan. Ze zeggen in tijden geen woord tegen elkaar. Pogingen om dit op zeker moment toch weer te doen, verlopen van beide kanten stroef. Aangekomen bij een beek, moeten ze hun evenwicht zien te bewaren op een aantal stenen om de overkant te bereiken. Dit lukt Dato en Alex, maar Nica glijdt uit en valt in het water. Dato tilt haar eruit en zet haar in een zilveren warmtedeken bij een kampvuur. Alex probeert haar herhaaldelijk te omhelzen en troost te bieden, maar ze laat het niet toe.
's Avonds bij het kampvuur praten en zingen vooral Dato en Nica met elkaar. Alex krijgt op zeker moment genoeg van de situatie en gaat alleen naar bed. Dato en Nica blijven bij het vuur. Naarmate ze meer drinken, delen ze persoonlijker informatie over hun levens. Nica vertelt dat ze verloofd is met Alex en dat hun bruiloft aanstaande is. Dato verteld dat hij getrouwd is geweest en een zoon had. Zijn vrouw verliet hem omdat ze vond dat hij te veel dronk. Ze ontmoette vervolgens een Turkse man in Nederland en nam hun zoon daar mee naartoe. Dato vertelt dat hij ze nog achterna reisde, maar dat hij haar niet meer herkende als de vrouw op wie hij verliefd werd en ongelukkig was in Nederland. Nadat hij na twee maanden alleen terugging naar Georgië, kwamen zijn vrouw, zoon en haar nieuwe man alle drie om bij een auto-ongeluk.
Dato vraagt Nica of hij haar mag kussen. Ze antwoordt lachend dat hij haar hand of wang mag kussen, maar als hij haar op de mond zoent, gaat ze daarin mee. Na enkele momenten schrikt ze van de situatie en maakt ze zich los. Zonder dat iemand nog iets zegt, staat Dato op en gaat hij naar zijn tent. Nica kruipt in bed naast Alex. Die wordt wakker en probeert seks met haar te hebben. Ze gaat hierin mee, tot ze moet stoppen omdat ze moet overgeven. Alex houdt haar haar vast zodat het niet voor haar gezicht hangt terwijl ze dat doet. De volgende morgen pakken de drie hun spullen en breken ze hun tenten af om verder te gaan. Niemand zegt ondertussen iets tegen elkaar.

## Rolverdeling
- Hani Furstenberg -Nica
- Gael García Bernal - Alex
- Bidzina Gujabidze - Dato

## Titel
De titel van de film verwijst naar een reisgidsenreeks genaamd Lonely Planet.